# Osteocephalus festae
Espèce
Synonymes
- Hyla festae Peracca, 1904

Osteocephalus festae est une espèce d'amphibiens de la famille des Hylidae.

## Répartition
Cette espèce se rencontre entre 1 000 et 2 200 m d'altitude :
- en Équateur dans les provinces de Loja, de Morona-Santiago et de Napo ;
- au Pérou dans les provinces de Rioja et de Mariscal Cáceres dans la région de San Martín.

## Étymologie
Cette espèce est nommée en l'honneur d'Enrico Luigi Festa (1868–1939).

## Publication originale
- Peracca, 1904 : Viaggio del Dr. Enrico Festa nell Ecuador e regioni vicine: Reptili ed Amfibii. Bollettino dei Musei di zoologia e anatomia comparata della Università di Torino, vol. 19, no 465, p. 1-41 (texte intégral).